# Hocico

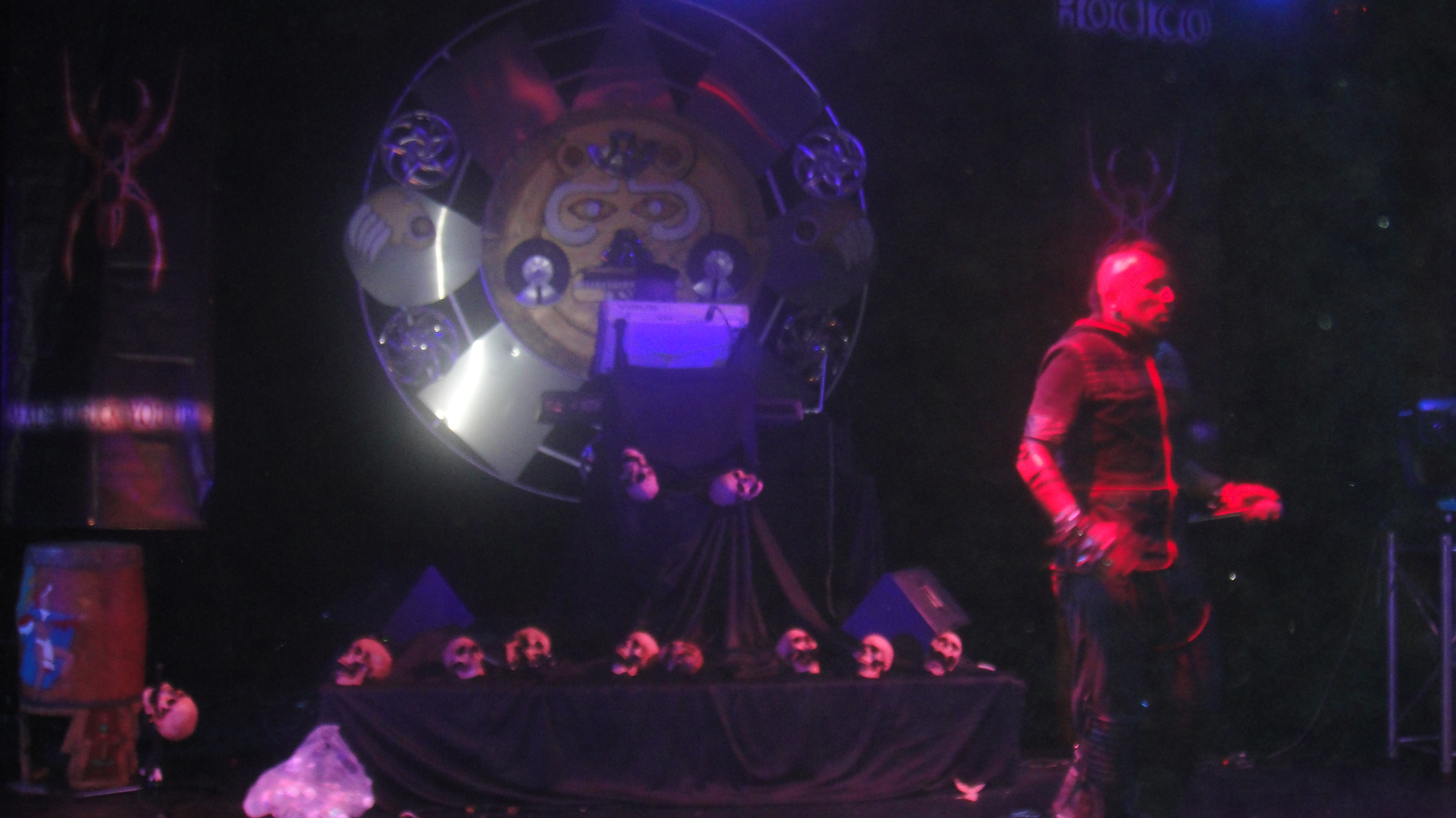
Hocico (2009).

Hocico är ett mexikanskt band bestående av Erk Aicrag (text & sång) och Racso Agroyam (synthesizer). Bandet bildades officiellt år 1993, men de båda kusinerna hade experimenterat med elektronisk musik ända sedan de var femton år gamla. De beskriver sin musik som mörk och aggressiv electronica. Texterna är för det mesta på spanska, men de har även gjort ett antal låtar på engelska.
Racso Agroyam har också ett sidoprojekt; Dulce Liquido.
Erk Aicrags sidoprojekt heter Rabia Sorda.

## Diskografi
- Bite me! (2011)
- Tiempos De Furia (2010)
- Memorias Atras (2008)

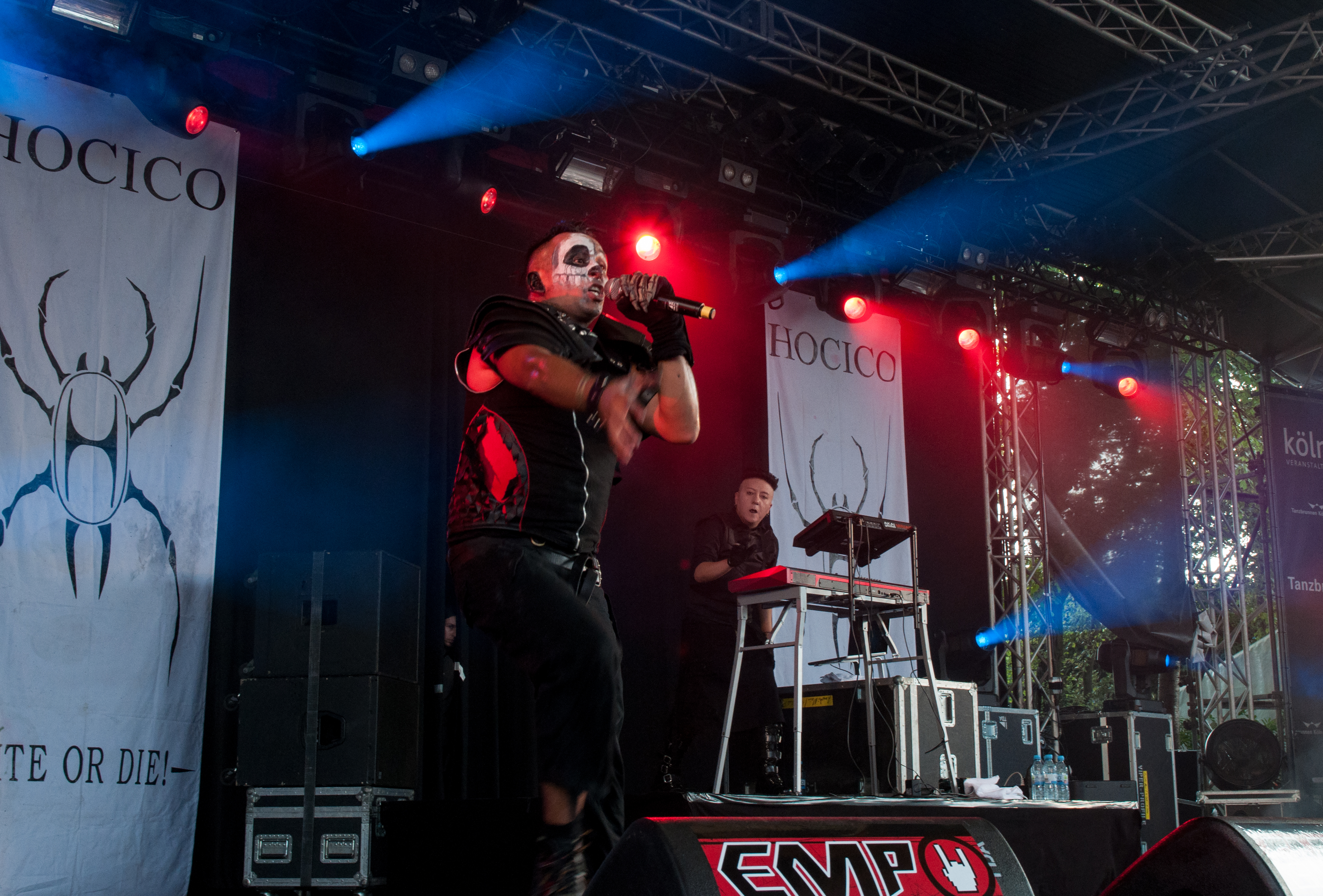
Amphi Festival 2014

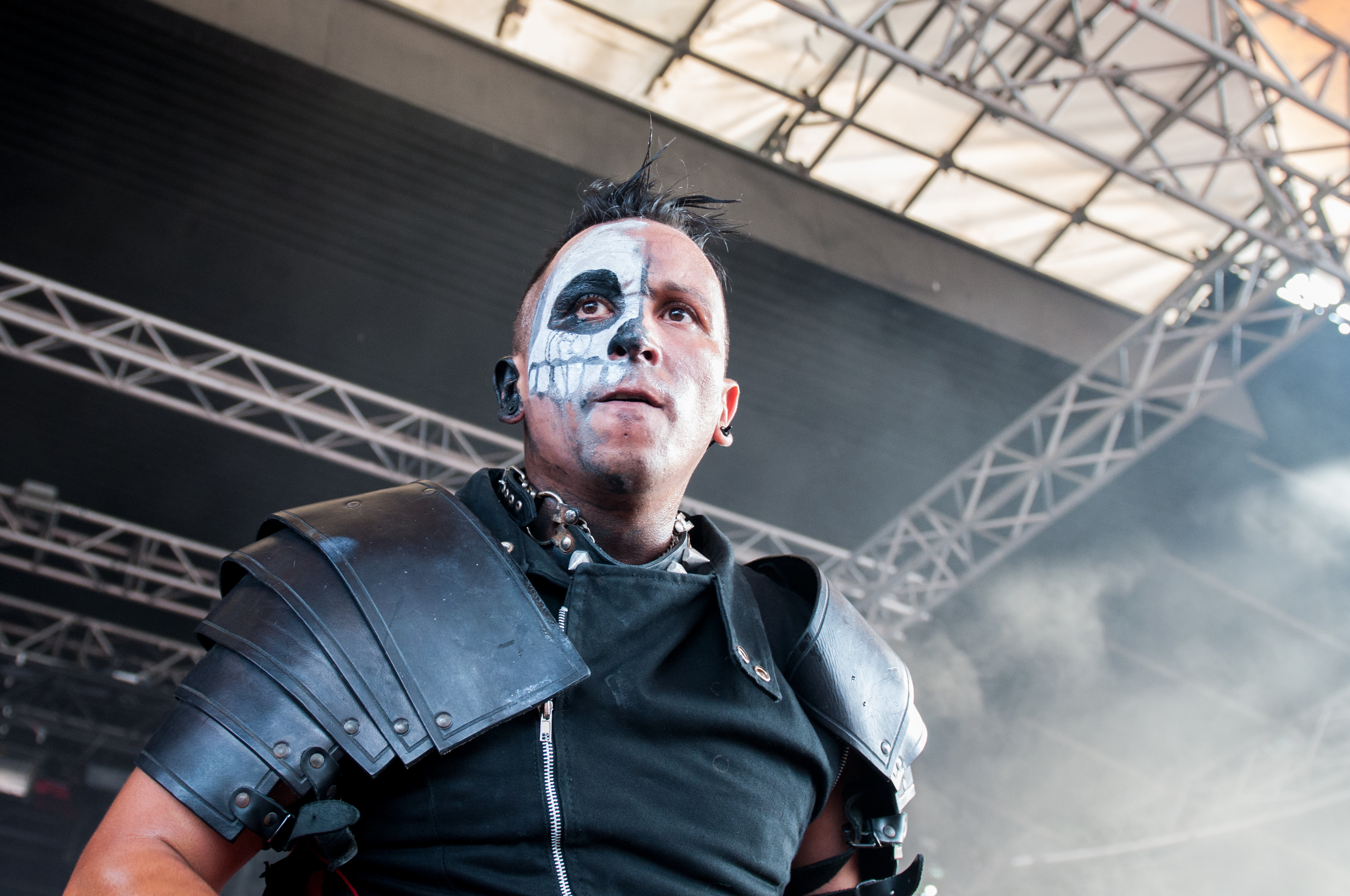
Erik Aicrag, 2014

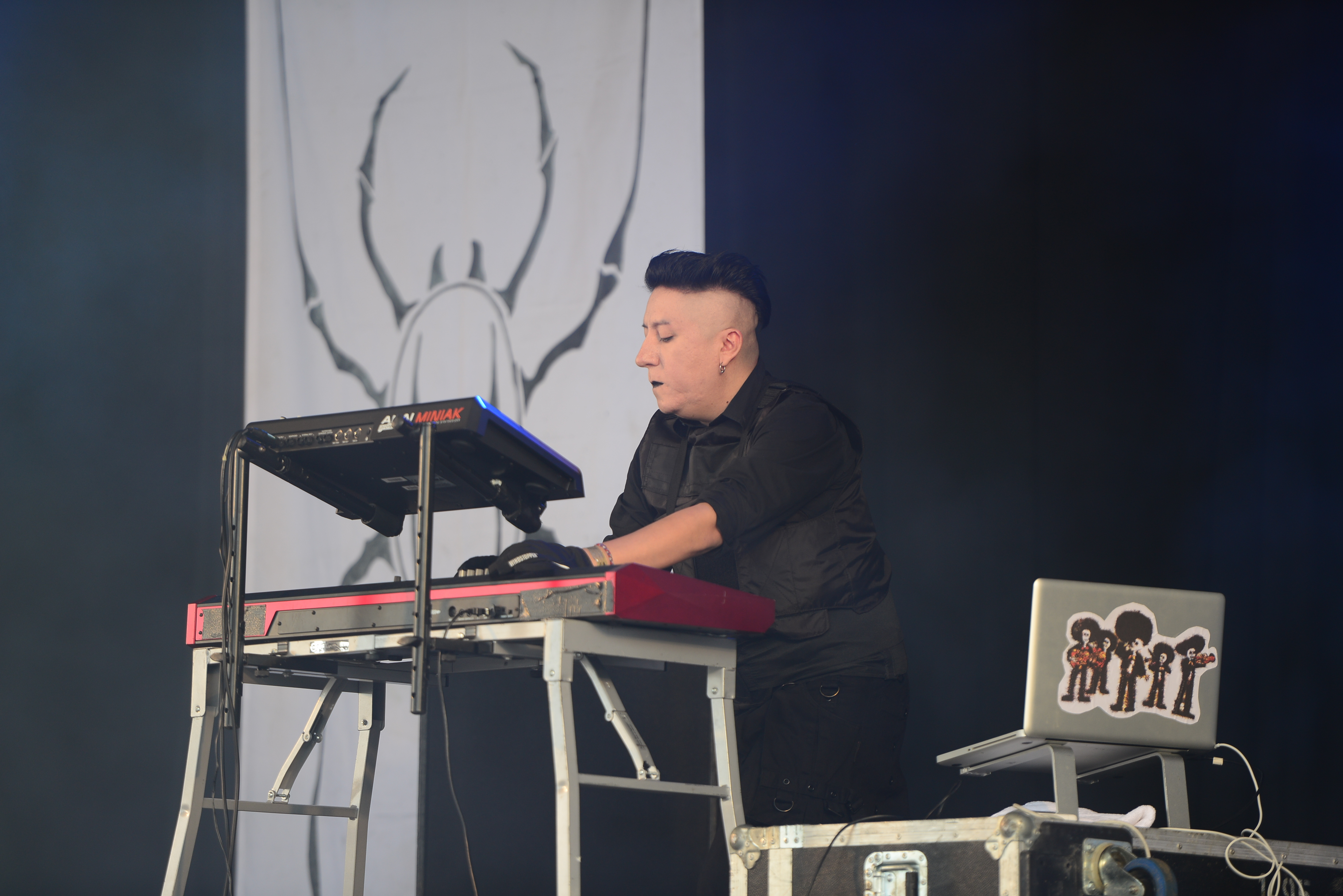
Racso Agroyam, 2014

- The Shape Of Things To Come (2007) Begränsad till 1000 exemplar.
- About A Dead (2007)
- A Traves De Mundes Que Arden Musik-DVD (2006)
- Blasphemies in the Holy Land (Live in Israel) CD (2005) Begränsad till 2000 exemplar.
- Wrack and Ruin 2LP (2004) Begränsad till 1000 exemplar.
- Wrack and Ruin Ltd. 2CD (2004)
- Wrack and Ruin CD (2004)
- Born to be (Hated) 12" (2004) Begränsad till 500 exemplar.
- Born to be (Hated) MCD (2004)
- Hate Never Dies: The Celebration 4CD (2003) Begränsad till 2500 exemplar.
- Hate Never Dies: The Remix Celebration (2003)
- Disidencia Inquebrantable MCD (2003)
- Signos de Aberracion (2002)
- Untold Blasphemies MCD (2001)
- Aquí y Ahora en el Silencio (2000)
- Sangre Hirviente (1999)
- Los Hijos del Infierno (1998) Begränsad till 500 exemplar.
- Cursed Land MCD (1998)
- El Dia de la Ira (1998)
- Odio Bajo el Alma (1997)
- Triste Desprecio Demotape (1996)
- Autoagresión Persistente Demotape (1994)
- Misuse, Abuse and Accident Demotape (1993)